# Цинновіц
Цинновіц (нім. Zinnowitz) — громада в Німеччині, розташована в землі Мекленбург-Передня Померанія. Входить до складу району Передня Померанія-Грайфсвальд. Складова частина об'єднання громад Узедом-Норд.
Площа — 9,04 км2. Населення становить 4158 ос. (станом на 31 грудня 2020).

## Галерея

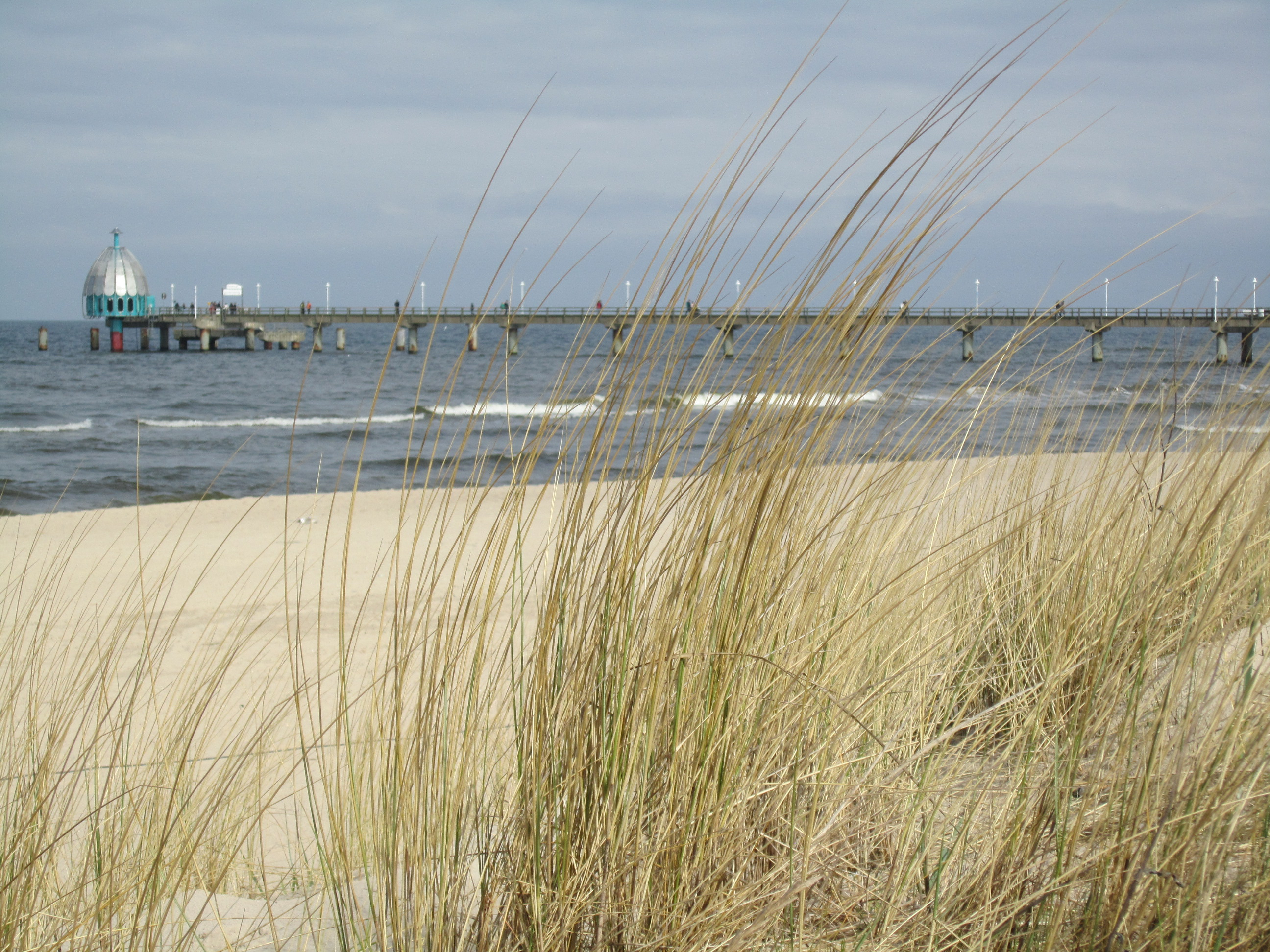
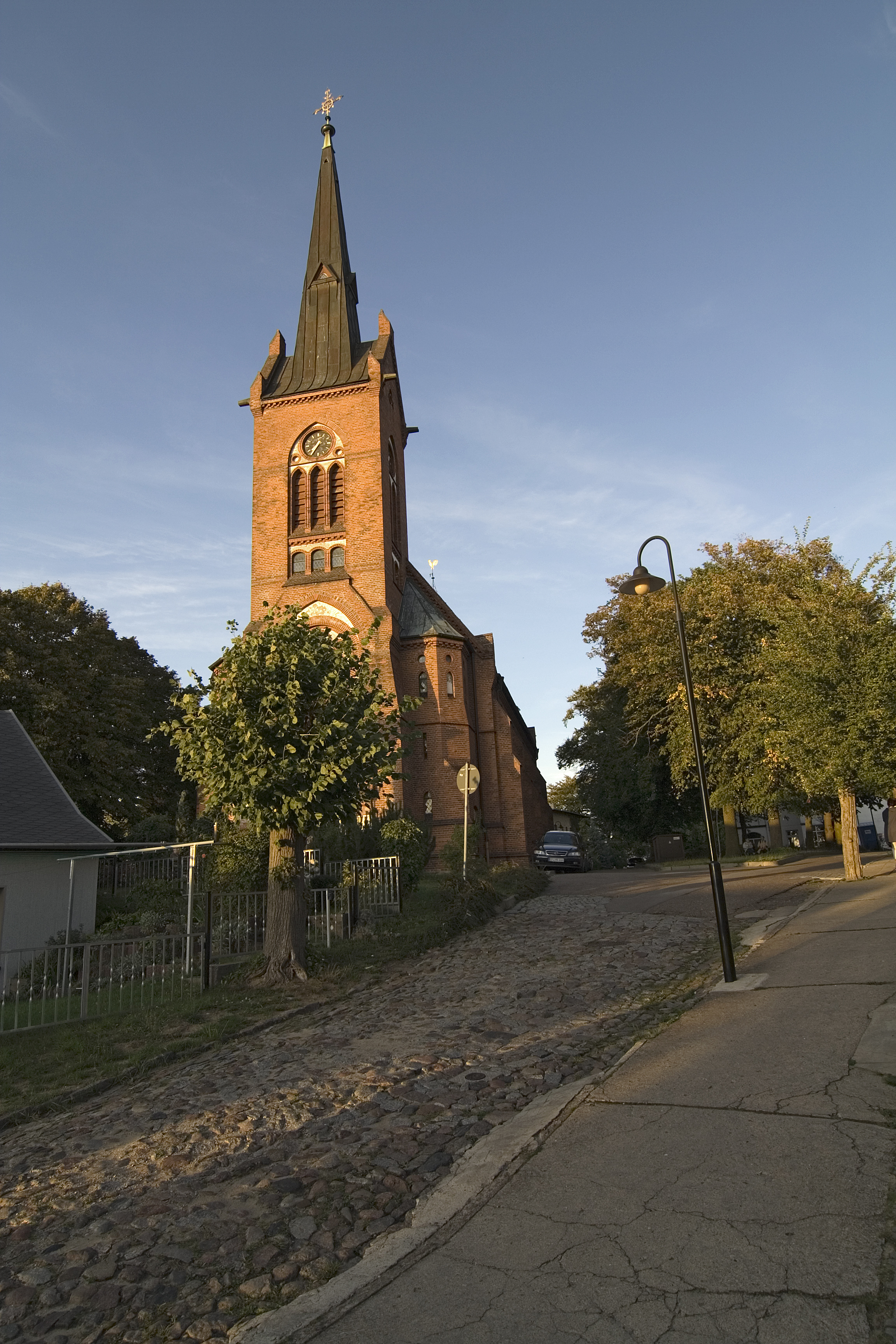
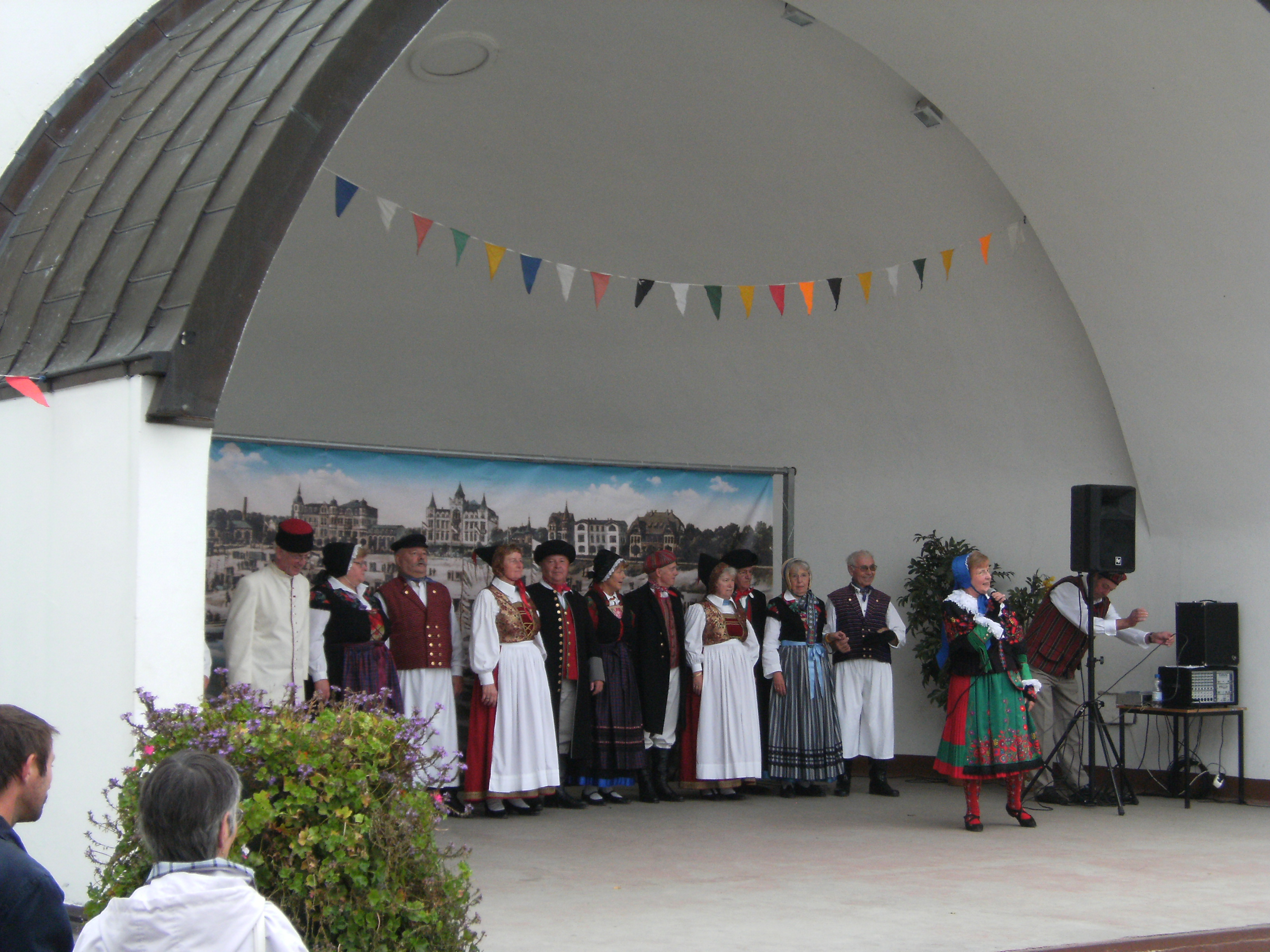
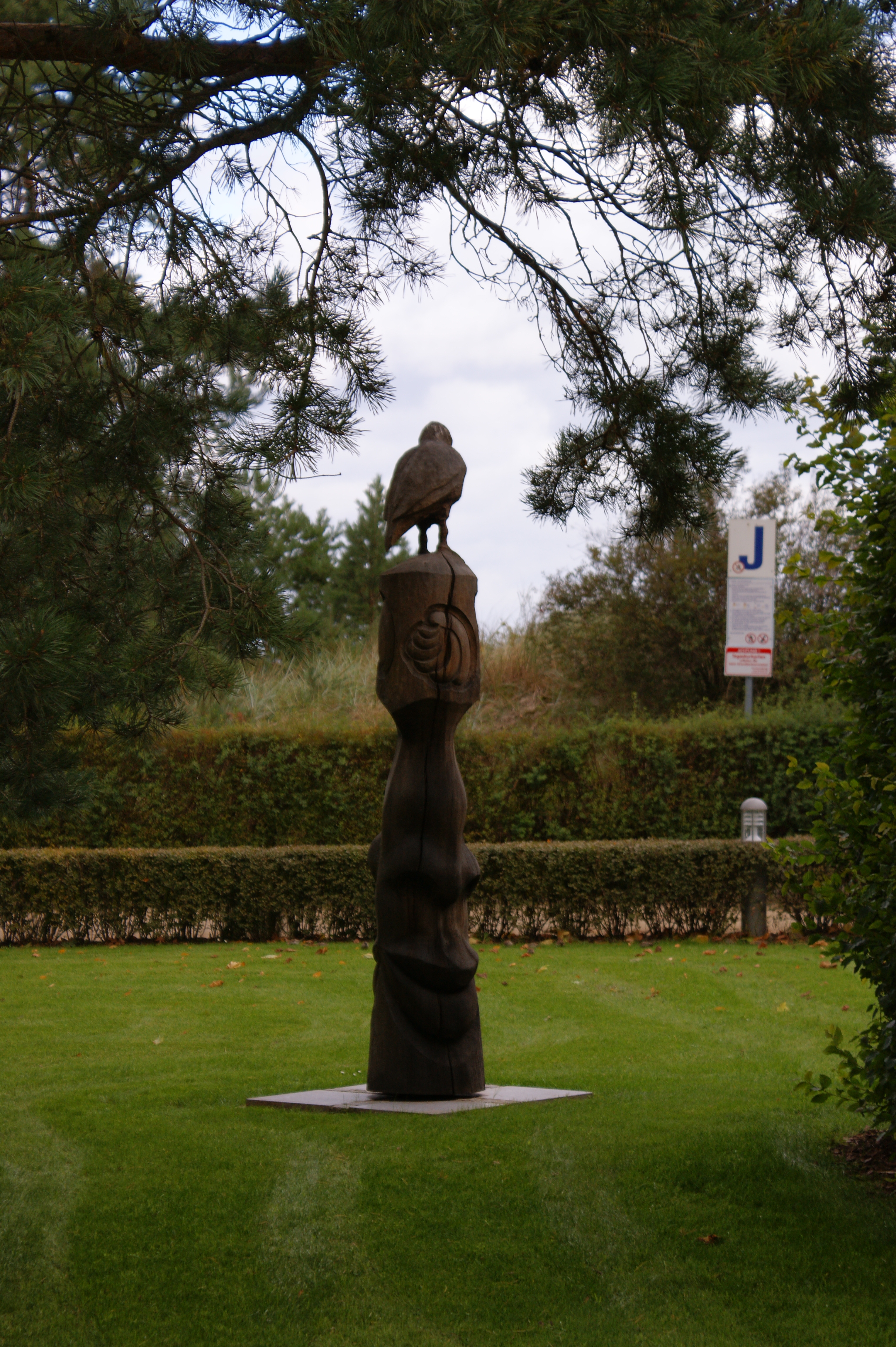